# Ocre
Ocre là một đô thịthuộc tỉnh L'Aquila trong vùng Abruzzo của Ý. Ý. Đô thị này có diện tích 23 km², dân số 1020 người. Các làng trực thuộc: San Panfilo, San Felice, San Martino, Valle, Cavalletto
Các đô thị giáp ranh gồm: Fossa, L'Aquila, Rocca di Cambio, Rocca di Mezzo, Sant'Eusanio Forconese